# Breno Giacomini
Breno Giacomini (Malden, 27 settembre 1985) è un giocatore di football americano statunitense che gioca nel ruolo di offensive tackle per gli Oakland Raiders della National Football League.
Fu scelto dai Green Bay Packers nel corso del Draft NFL 2008. Al college ha giocato a football a Louisville.

## Carriera professionistica

### Green Bay Packers
Giacomini fu scelto dai Green Bay Packers nel 5º giro (150º assoluto) del draft 2008. Il 23 luglio firmò un contratto quadriennale con un bonus alla firma di 179.000 dollari. Le basi salariali sono le seguenti: 295.000$ (nel 2008), 385.000$ (2009), 470.000$ (2010), 555.000$ (2011).

### Seattle Seahawks
Giacomini firmò coi Seattle Seahawks il 28 settembre 2010 ma svincolato dagli stessi il 23 ottobre 2010. In seguito firmò nuovamente coi Seahawks ed ebbe possibilità di mettersi in mostra come titolare sostituendo l'infortunato James Carpenter in 7 gare della stagione. Grazie alle buone prestazioni ottenute, Giacomini il 12 febbraio 2012 firmò un prolugamento contrattuale per rimanere con Seattle anche per le stagioni successive. Nella stagione 2012 partì come titolare in tutte le 16 gare dell'annata oltre a entrambe le gare di playoff dei Seahawks.
Nella settimana 3 della stagione 2013, Giacomini si infortunò a un ginocchio, venendo costretto a rimanere fuori dai campi di gioco fino alla settimana 10. Il 2 febbraio 2014, nel Super Bowl XLVIII contro i Denver Broncos, Breno partì come titolare, in una gara che Seattle dominò dall'inizio alla fine, laureandosi campione NFL.

### New York Jets
Il 12 marzo 2014, Giacomini firmò con i New York Jets.

### Houston Texans
Giacomini nel 2017 firmò con gli Houston Texans.

## Vita privata
Nel 2011, Breno insieme al suo grande amico e compagno di squadra nei Louisville Cardinals, Gary Barnidge dei Cleveland Browns diede vita ad un'organizzazione senza scopo di lucro chiamata American Football without Barriers. L'organizzazione tenne il suo primo evento benefico in Cina nel 2013.

## Palmarès
- Super Bowl : 1

Seattle Seahawks: Super Bowl XLVIII